# Garlin
Garlin è un comune francese di 1 415 abitanti nel dipartimento dei Pirenei Atlantici, regione della Nuova Aquitania.

## Società

### Evoluzione demografica
Abitanti censiti